# Фатхуллин, Данил Зияфович
Данил Зияфович Фатхуллин (род. 2 января 1949, Янгильдино, Козловский район, Чувашская АССР) — полный кавалер ордена Трудовой Славы.

## Биография
В 1966 окончил среднюю школу в родном селе. Устроился работать в строительное управление № 42 в г. Новочебоксарске. Участвовал в возведении химического комбината.
В апреле 1967 г. переехал в Казань, работал на химзаводе им. Ленина (НПО им. Ленина).

## Награды
- Медаль «В ознаменование 100-летия со дня рождения В. И. Ленина».
- За успехи в выполнении заданий IX пятилетки был награждён орденом Трудовой Славы III степени,
- по итогам X пятилетки — орденом Трудовой Славы II степени.
- В связи с 200-летием завода и за достижение высоких производственных показателей в 1988 г. удостоен ордена Трудовой Славы I степени.
- Медаль «За доблестный труд» (20 декабря 2024 года, Татарстан) — за многолетнюю плодотворную работу на благо республики[1]